# We Are the World 25 for Haiti
We Are the World 25 for Haiti је песма снимљена од стране супергрупе Artists for Haiti. Као хуманитарни сингл, издата је 12. фебруара 2010. године. Песма је римејк 1985. издате хит песме „We Are the World“ написане од стране америчких музичара Мајкла Џексона и Лајонела Ричија и снимљена од стране USA for Africa. И првобитна песма је била хуманитарни сингл чији су приходи употребљени при помоћи сиромашним у Африци. Касније, крајем 2009, Ричи и Квинси Џонс- продуцент првобитне верзије- су се договорили да издају песму под називом „Live 25“. 25 се односи на године откад је објављено прво издање. Након земљотреса магнитуде 7,0 на Хаитију где је уништена област и погинуло стотине хиљаде људи, одлучили су да песма буде снимљена од стране нових уметника са надом да ће допрети до новијих генерација који ће помоћи народу Хаитија.
Преко осамдесет извођача је снимило песму за више од четрнаест сати 1. фебруара. „We Are the World 25 for Haiti“ је дебитовала 12. фебруара 2010. током отварања зимских олимпијских игара у Ванкуверу. Издата је као ЦД сингл и може се дигитално преузети. Дужине песме варирају од око три минута до близу седам минута. Продуцирана је од стране Рикија Мајнор и Редвана док су извршни продуценти били Ричи, Џонс и Виклиф Жан, музичар са Хаитија.
Музичка структуре композиције је слична првобитној верзији и укључује ауто-тјун ефекат као и реп стихове. Мајкл Џексон је преминуо неколико месеци пре издања песме, међутим, његов материјал са снимања 1985. је убачен у песму и спот на захтев његове мајке Кетрин. Његова млађа сестра Џенет пева са њим на траци, док његови нећаци Тај, Ти Џеј и Терил- скупа познати као 3Т- су дио хора песме. Иако је нова верзија наишла на критике савремених критичара због новина и избора извођача, комерцијално је успешна широм света.